# Ceroplesis aenescens
Ceroplesis aenescens là một loài bọ cánh cứng trong họ Cerambycidae.